# Curtis Good
Curtis Good (Melbourne, Australia, 23 de marzo de 1993) es un futbolista australiano que juega como defensa para el Buriram United F. C. de la Liga de Tailandia.

## Trayectoria

### Melbourne Heart
Luego de impresionar en el Australian Institute of Sport, el Melbourne Heart de la A-League fichó al joven jugador en 2011 con contrato por varios años. Good se convirtió en titular casi de inmediato, jugando 25 partidos durante la temporada 2011-12. Anotó su primer gol con el club el 2 de marzo de 2012 en el empate 1-1 contra el Brisbane Roar.

### Newcastle United
Tras una exitosa primera temporada como profesional en Australia, el Newcastle United de la Premier League inglesa le fichó por seis años el 31 de julio de 2012.

## Selección australiana
Good ha sido internacional con Australia a niveles juveniles, e hizo su debut en marzo de 2014 en un partido amistoso frente a Ecuador.
El 13 de mayo de 2014 el entrenador de la selección australiana Ange Postecoglou incluyó a Good en la lista provisional de 30 jugadores convocados para el mundial en Brasil.